# 塔蘭加

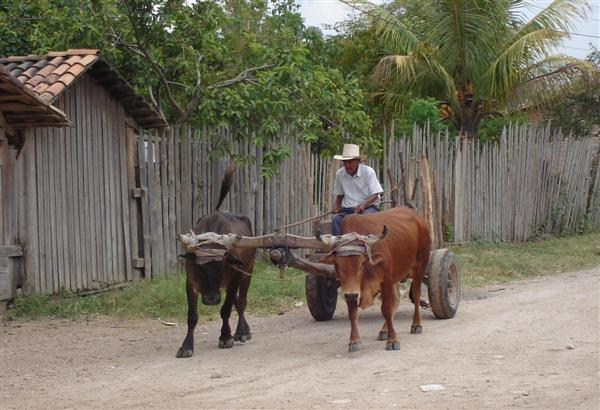
塔蘭加

塔蘭加（西班牙語：Talanga）是洪都拉斯的城市，位於該國中部，由弗朗西斯科-莫拉桑省負責管轄，距離首都特古西加爾巴55公里，始建於1829年11月30日，面積417平方公里，海拔高度837米，2001年人口26,876。
14°24′0″N 87°5′0″W / 14.40000°N 87.08333°W